# UD Trucks
Nissan Diesel Motor Co., Ltd. ou UD é uma empresa japonesa produtora de motores diesel e modelos utilitários.

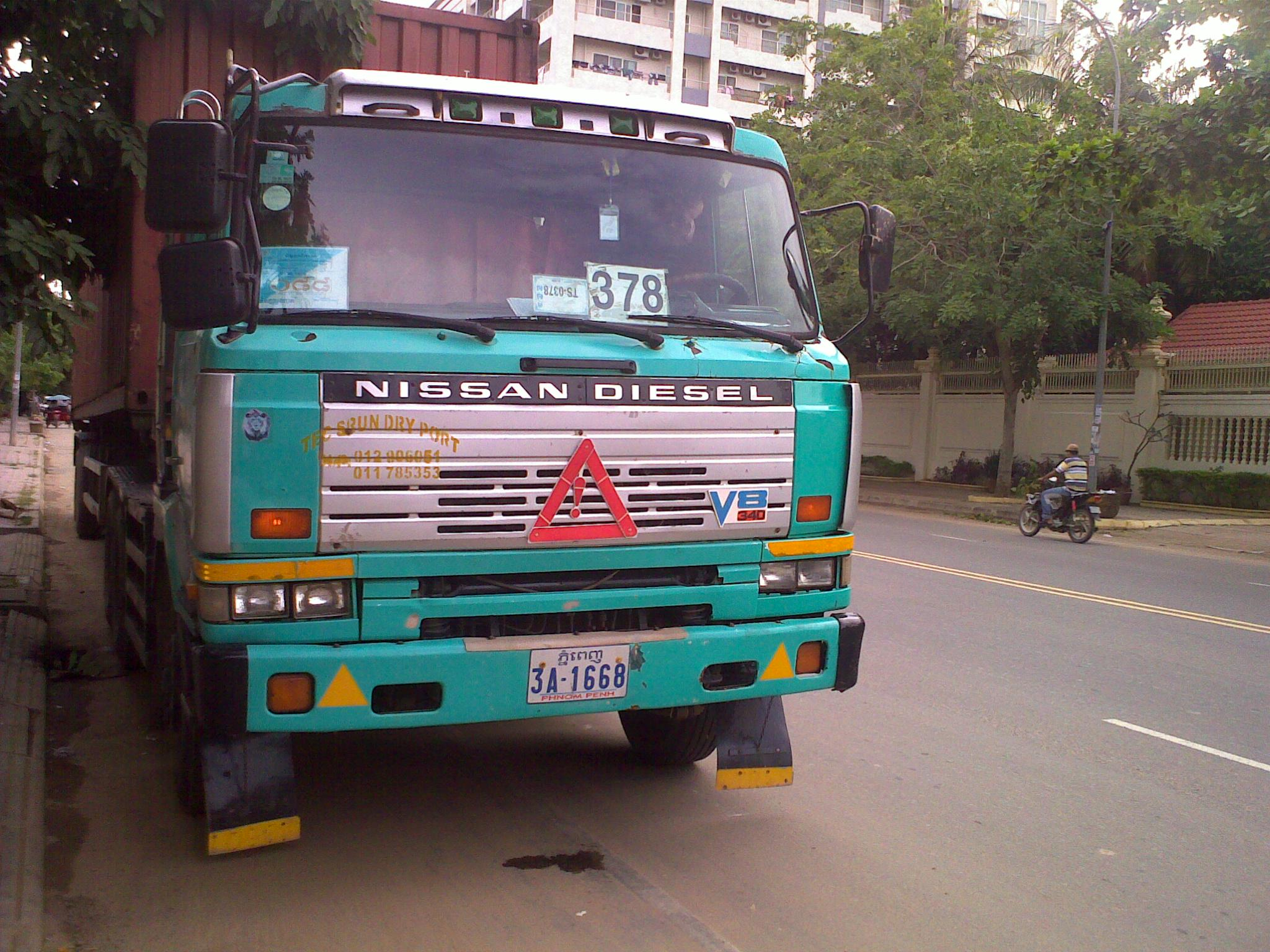
Nissan Diesel CW 340

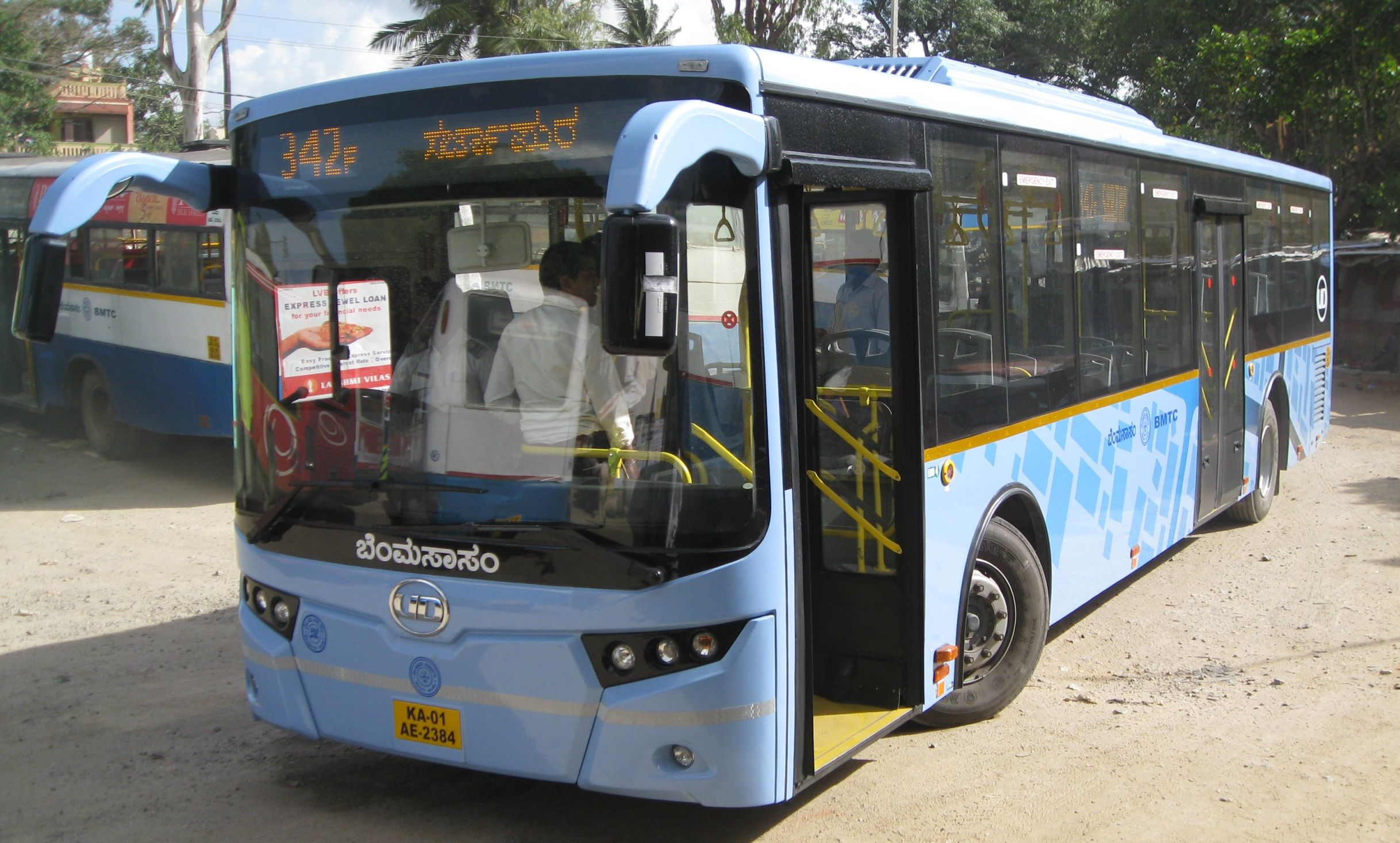
UD SLF

A Nissan Diesel foi comprada pelo grupo Volvo AB em 2006.
- Caminhao UD Trucks
- Caminhao UD Trucks